# 안동 운흥동 오층전탑
안동 운흥동 오층전탑(安東 雲興洞 五層塼塔)은 경북 안동시 운흥동 231에 있는 남북국 시대의 오층 전탑이다. 1963년 1월 21일 대한민국의 보물 제 56호로 지정되었다.

## 개요
구 안동역 구내에 있는 탑으로, 전탑의 형태를 띠고 있다. 안동 지방에는 다른 지방에서는 볼 수 없는 전탑이 다소 있는데, 전탑이란 흙으로 구운 벽돌로 쌓은 탑을 이른다.
탑은 무늬없는 벽돌로 5층을 쌓았다. 몸돌에는 층마다 불상을 모시기 위한 방인 감실(龕室)을 설치했고 특히 2층 남쪽면에는 2구의 인왕상(仁王像)을 새겨두었다. 지붕돌은 벽돌을 사용한 것에서 오는 제약때문에 처마 너비가 일반 석탑에 비해 매우 짧다. 밑면의 받침수는 1층부터 차례로 10단·8단·6단·4단·3단으로 줄어들었고 처마끝에는 기와골을 받기 위해 총총한 나무를 얹고 4층까지 기와를 입혀 놓았다. 이러한 지붕모양은 탑신의 감실과 더불어 목탑양식의 흔적을 보여준다. 탑의 꼭대기에는 머리 장식으로 복발(覆鉢:엎어놓은 그릇모양의 장식)만 남아 있다.
이 전탑은 통일신라시대의 탑으로,『동국여지승람』이나『영가지(永嘉誌)』에 기록된 법림사(法林寺)의 전탑으로 추정된다.『영가지』에 법림사전탑이 7층이라는 점, 조선시대에 크게 보수를 하였다는 점, 탑의 머리장식은 법흥사탑(法興寺塔)과 같이 금동제였으나 임진왜란 직후 명나라 군인들이 도둑질해 갔다는 사실 등이 기록되어 있는 점으로 보아 지금의 모습과는 큰 차이가 있었을 것으로 짐작된다.

## 사진

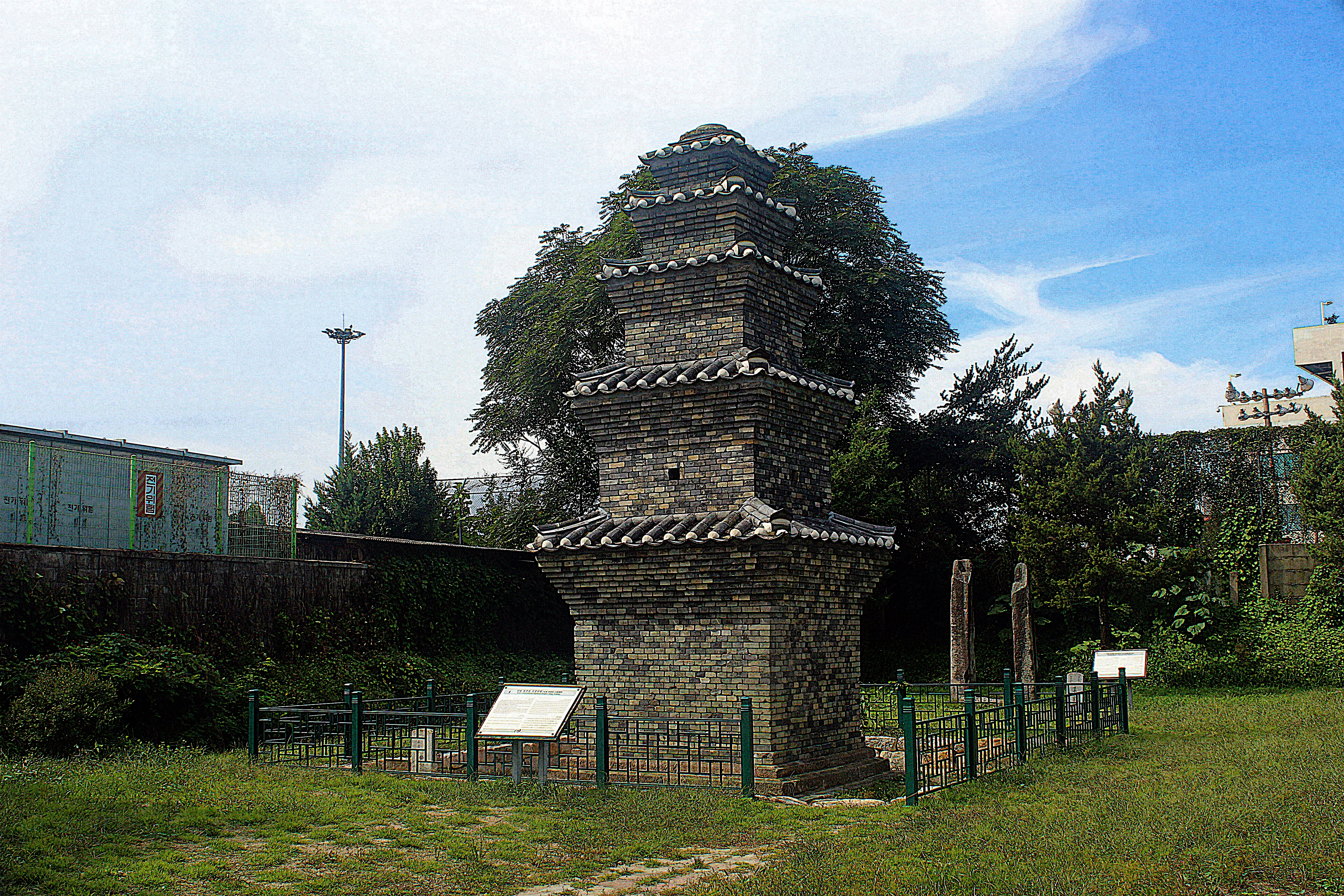

## 같이 보기
- 탑

## 참고 자료
- 안동 운흥동 오층전탑 - 국가유산청 국가유산포털